# Joaquim de Sousa Quevedo Pizarro
Joaquim de Sousa de Quevedo Pizarro (Chaves, São Pedro de Agostém, Bóbeda, 19 de Novembro de 1777 — Chaves, São Pedro de Agostém, Bóbeda, 27 de Abril de 1838), 1.º Visconde de Bóbeda, foi um oficial general e político português. Foi Ministro da Guerra (de 1 de julho a 10 de agosto de 1837) e Ministro da Guerra e da Marinha (de 10 de agosto a 9 de novembro de 1837).

## Biografia
Participou da Guerra Peninsular, depois em 1816, no Brasil, acompanhou a Divisão de Voluntários Reais do Rio de Janeiro para Santa Catarina que se deslocavam para a Guerra contra Artigas.  Seguiu para Montevidéu, onde foi encarregado do Comando da Marinha, da Capitania do Porto e da Inspeção do Arsenal Real, até abril de 1818. 
Em agosto do mesmo ano foi transferido para o exército com o posto de tenente-coronel e logo depois foi graduado em coronel adido ao Estado Maior do Exército do Brasil. Foi nomeado governador das armas  da província do Espírito Santo, em junho de 1822, e depois ajudante de ordens do capitão general do Maranhão, general Bernardo da Silveira.
Reformado em 1827 com o posto de Brigadeiro, estava de volta a Portugal em 1828, como governador da praça de Chaves, quando se iniciou a revolta do Porto.
Usou por Armas Pizarro com timbre de Pizarro e coroa de Visconde.
Militar nas campanhas brasileiras do Maranhão e Montevideu. Aderiu à revolta do Porto de 1828. Comandante das forças pedristas que se retiraram para a Galiza em 1828. Retira-se para Plymouth. Deputado em 1834. Ministro da guerra no governo de António Dias de Oliveira, de 1 de julho a 10 de agosto de 1837. Ministro da guerra e da marinha no governo de Sá da Bandeira, de 10 de agosto de 1837 a 9 de novembro de 1837.